# جمعية النسر الكشفية الوطنية
جمعية النسر الكشفية الوطنية (بالإنجليزية:National Eagle Scout Association) هي منظمة تتكون من مجموعة من الرجال الذين حصل على رتبة النسر الكشفي في الكشافة الأمريكية. الهدف المعلن هو «خلال خدمة النسر الكشفي تحصل على الحركة الكاملة في الكشافة.»